# Giải đua ô tô Công thức 1 Tây Ban Nha
Giải đua ô tô Công thức 1 Tây Ban Nha (tiếng Tây Ban Nha: Gran Premio de España, tiếng Catalunya: Gran Premi d'Espanya) là một chặng đua Công thức 1 hiện được tổ chức tại trường đua Barcelona-Catalunya. Chặng đua này là một trong những chặng đua lâu đời nhất trên thế giới vẫn còn được tổ chức và tranh tài.
Chặng đua có một khởi đầu khiêm tốn vì là một cuộc đua ô tô sản xuất. Bị gián đoạn bởi Chiến tranh thế giới thứ nhất, chặng đua này đã phải đợi một thập kỷ cho đến phiên bản thứ hai trở thành một chặng đua chính trong lịch đua của các chặng đua châu Âu. Năm 1927, nó là một phần của giải vô địch các nhà sản xuất ô tô thế giới. Vào năm 1935, chặng đua này đã được thăng hạng lên giải vô địch đua xe châu Âu vào năm 1935 trước khi Nội chiến Tây Ban Nha kết thúc môn đua xe. Chặng đua này đã được hồi sinh thành công vào năm 1967 và là một phần thường xuyên của Công thức 1 kể từ năm 1968 (ngoại trừ 1982-1985) tại nhiều địa điểm khác nhau.
Giải đua ô tô Công thức 1 Tây Ban Nha sẽ diễn ra tại trường đua Barcelona-Catalunya cho đến năm 2026.

## Kết quả theo năm

Giải đua ô tô Công thức 1 Tây Ban Nha được tổ chức tại trường đua Jerez từ 1986 đến 1990.

Trường đua Jarama được sử dụng làm nơi tổ chức giải đua ô tô Công thức 1 Tây Ban Nha vào những năm 1967–1968, 1970, 1972, 1974, 1976–1981.

Trường đua Montjuïc được sử dụng làm nơi tổ chức giải đua ô tô Công thức 1 Tây Ban Nha, luân phiên với trường đua Jarama vào những năm 1969, 1971, 1973 và 1975.

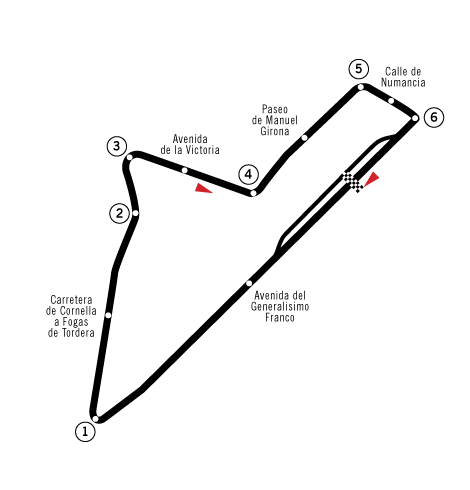
Trường đua Jarama được sử dụng làm nơi tổ chức giải đua ô tô Công thức 1 Tây Ban Nha vào những năm 1951 và 1954.

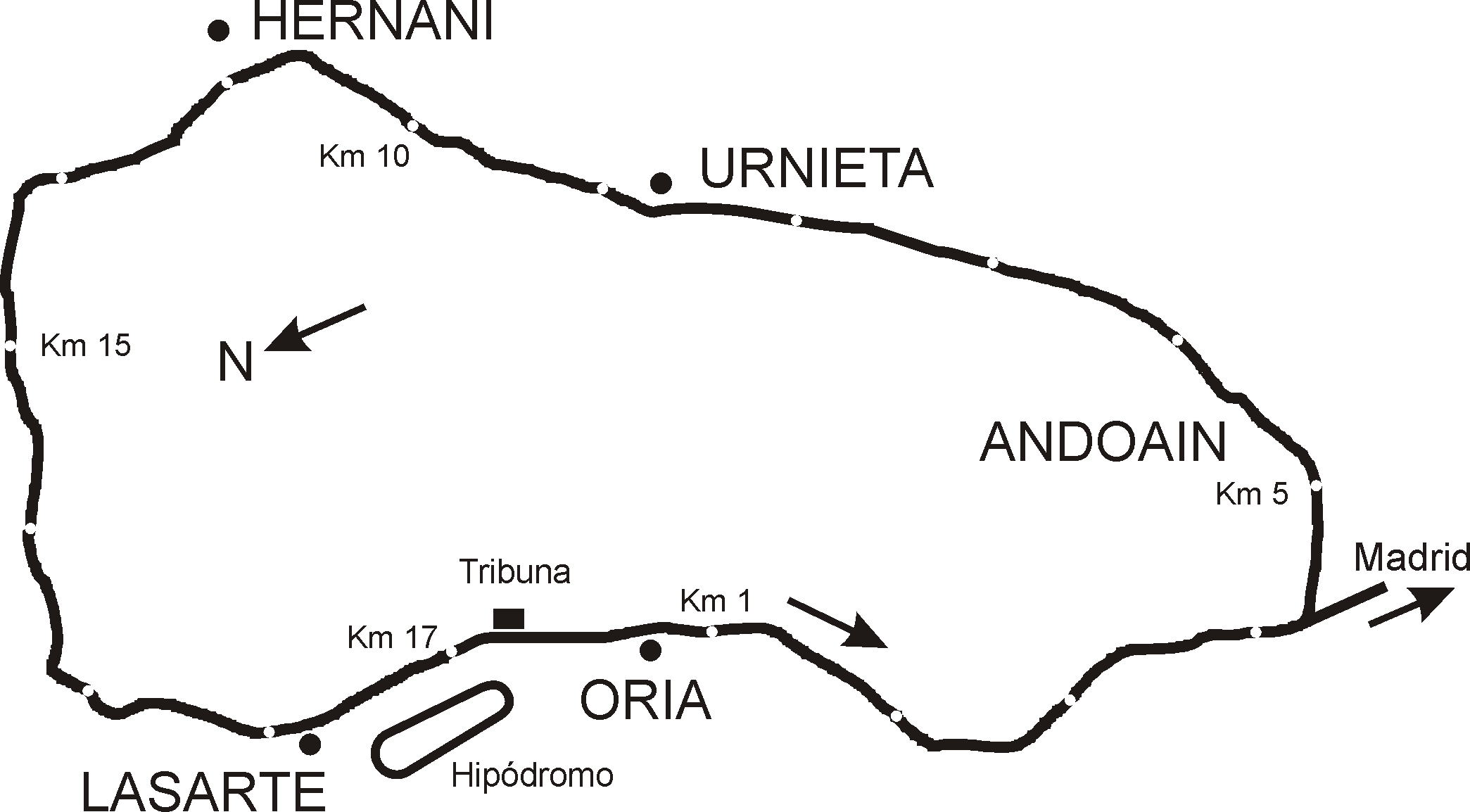
Trường đua Lasarte được sử dụng làm nơi tổ chức giải đua ô tô Công thức 1 Tây Ban Nha vào những năm 1926–1930 và 1933–1935.

Trường đua Sitges-Terramar được sử dụng làm nơi tổ chức giải đua ô tô Công thức 1 Tây Ban Nha vào năm 1923.

Trường đua Guadarrama được sử dụng làm nơi tổ chức giải đua ô tô Công thức 1 Tây Ban Nha vào năm 1913.

## Lịch sử